# جوزيف غرو
جوزيف جيرو (بالإنجليزية:Joseph C. Grew) (من مواليد 27 مايو 1880م)، دبلوماسي أمريكي ، كان جوزيف بدأ يعمل ككاتب في السفارة الأمريكية بالقاهرة في مصر عام 1904م ، ومن ثم يعمل القائم بالأعمال في السفارة الأمريكية في فيينا ، عندما أشعلت الأزمة بين المجر والنمسا ، حيث تعرض الولايات المتحدة إلى قطع علاقاتها مع فيينا بتاريخ 9 نيسان 1917 وطرد السفير جوزيف ، وفي وقت لاحق عين سفيراً لدى الدنمارك (1920-1921) ، وعين سفيرا لدى سويسرا (1921-1924) ، وقد أصبح وكيل وزارة الخارجية ، ومن ثم عين سفيراً لتركيا (1927-1932) ، ثم قام بتعيينه سفيرا لبلاده بطوكيو منذ عام 1932 حتى عام 1941م ، وتوفي بتاريخ 25 مايو عام 1965م .

## اعتقال
عين الحكومة الأمريكية للسفير جوزيف جيرو سفيرا لبلاده بطوكيو منذ عام 1932م ، وأستمر سفيراً لدى اليابان حتى عام 1941م ، وذلك بعد قيام النظام الياباني للهجوم على بيرل هاربور شهر ديسمبر ، ومن ثم اعتقل على يد النظام الياباني لفترة قصيرة حتى أفرج عنها بتاريخ 25 يونيو عام 1942م .
وأعلن السفير جوزيف في برنامجه الوثائقي The Enemy Japan ، والتي موله وزارة الدفاع الأمريكية عام 1942م ، حين يكشف عن حقيقة النظام الياباني وتاريخه في الهجوم على الصين عام 1937 وغير ذلك .

## أعماله
- Sport and Travel in the Far East, 1910
- Report From Tokyo, 1942
- Ten Years in Japan, 1944
- Turbulent Era, Volume I, 1952
- Turbulent Era, Volume II, 1952

## وصلات خارجية
- جوزيف غرو على موقع إن إن دي بي (الإنجليزية)

- Annotated bibliography for Joseph Grew from the Alsos Digital Library for Nuclear Issues
- The Political Graveyard: Joseph C. Grew
- United States Department of State: Chiefs of Mission by Country, 1778-2005